# Carole Migden

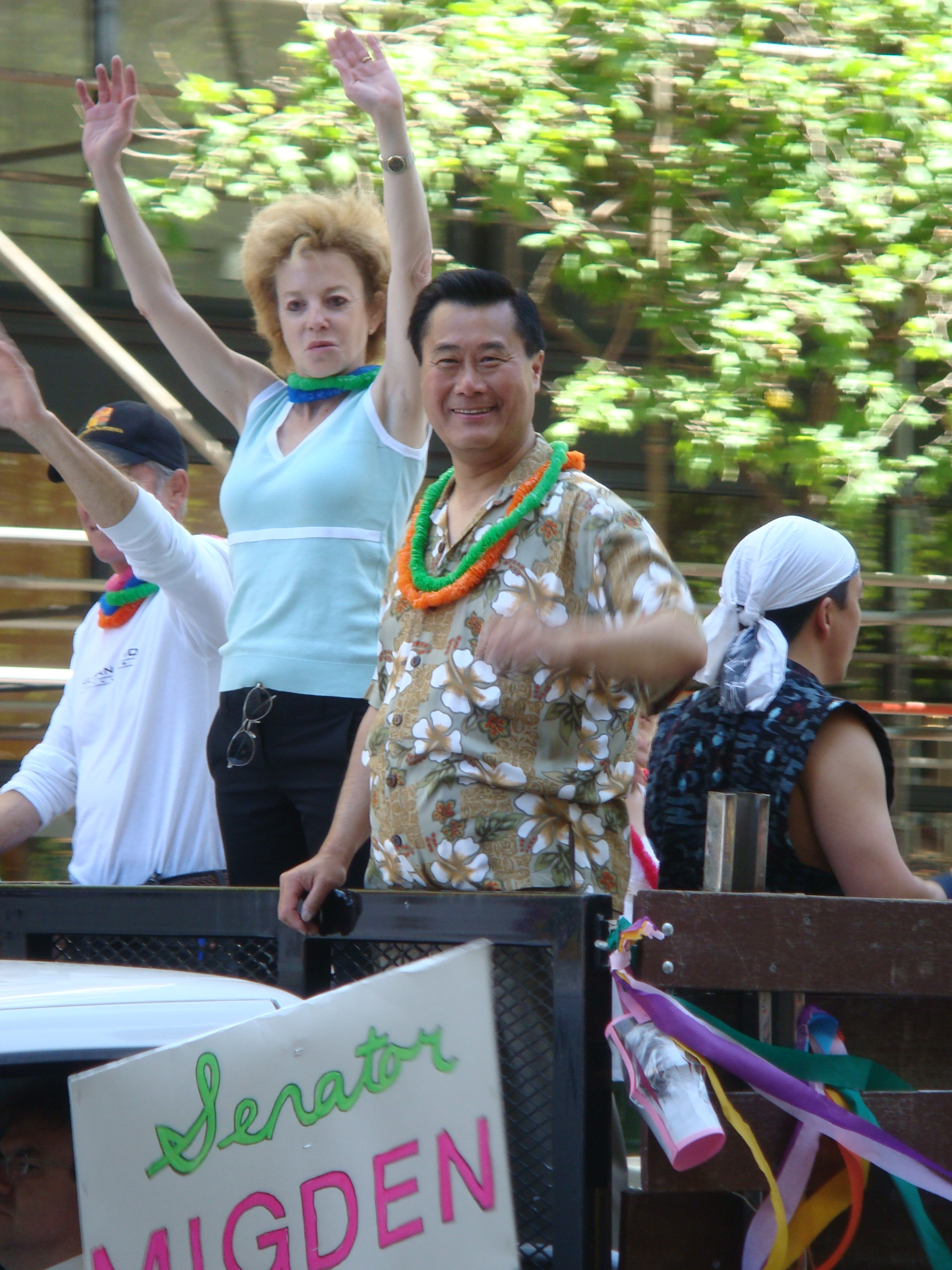
Carole Migden mit Senator Leland Yee auf der Gay Pride Parade 2007

Carole Migden (* 14. August 1948 in New York City) ist eine US-amerikanische Politikerin der Demokratischen Partei.

## Leben
Migden studierte Kunst an der Adelphi University und an der Sonoma State University. Sie war als Nachfolgerin von Willie Brown vom 2. Dezember 1996 bis zum 2. Dezember 2002 Abgeordnete in der California State Assembly. Ihr Nachfolger war dort Mark Leno. Am 6. Dezember 2004 übernahm sie im Senat von Kalifornien das Mandat von John L. Burton, das sie bis 2008 innehatte; auch dort folgte ihr Mark Leno. Sie erkrankte 1997 an Leukämie, konnte diese Erkrankung durch verschiedenen Chemotherapien bekämpfen. 2004 heiratete sie ihre langjährige Lebensgefährtin Cristina Arguedas in San Francisco. Ihre politischen Ämter nutzte Migden mehrmals, um Gesetze zur besseren Stellung Gleichgeschlechtlicher Partnerschaften voranzutreiben.